# Benjamin Maier
Benjamin Maier (* 19. April 1994 in Hall in Tirol) ist ein ehemaliger österreichischer Bobfahrer.

## Leben
Maier feiert seine ersten Erfolge auf Juniorenebene, als er 2012 bei den Olympischen Jugend-Winterspielen in Innsbruck mit Robert Ofensberger die Silbermedaille im Zweierbob-Bewerb gewann. Er debütierte 2014 im Weltcup, im selben Jahr vertrat er Österreich 2014 bei den Olympischen Winterspielen. Im Zweier belegte er zusammen mit seinem Anschieber Markus Sammer den 22. Platz. Im Viererbob belegte er zudem mit Stefan Withalm, Angel Somov und Sammer den 19. Platz. Zudem erreichte er bei der Juniorenweltmeisterschaft in Winterberg die Bronzemedaille im Vierer.
Am 18. Januar 2015 erreichte Maier mit Rang 7 im Vierer in Königssee seine erste Platzierung unter den besten Zehn. Bei der Weltmeisterschaft 2016 gewann er im Teambewerb die Silbermedaille, zusammen mit den Skeletonfahrern Matthias Guggenberger und Janine Flock, sowie dem Zweier-Bob der Damen bestehend aus Christina Hengster und Sanne Dekker. Es war dies die erste Medaille für Österreich bei einer Bob-Weltmeisterschaft seit 1995.
Seine erste Podiumsplatzierung im Weltcup erreichte er am 7. Februar 2017, als er beim Weltcup in St. Moritz, zusammen mit Markus Sammer, Dănuț Moldovan und Marco Rangl, auf den zweiten Platz fuhr. Er vertrat Österreich bei den Olympischen Winterspielen 2018 in Pyeongchang erneut. Mit Sammer erreichte er den achten Gesamtrang im Zweierbob, sowie mit Kilian Walch, Dănuț Moldovan und Sammer den 7. Rang im Viererbob. Bei den Weltmeisterschaften 2021 in Altenberg erreichte er zusammen mit Moldovan, Sammer und Kristian Huber die Silber-Medaille. Die Weltcupsaison 2020/21 beendete er im Viererbob auf Rang 2, geschlagen nur von Francesco Friedrich, der sämtliche Rennen der Saison für sich entschied.
Am 5. Mai 2022 gab Maier überraschend sein Karriereende bekannt. Als Grund nannte er unter anderem, dass er sich auf sein Medizinstudium konzentrieren wolle.
Maier war als aktiver Sportler Mitglied des Heeressportzentrums des Österreichischen Bundesheers. Als Heeressportler trug er zuletzt den Dienstgrad Gefreiter.